# Los Bandoleros
Los Bandolereros is een korte Amerikaanse film uit 2009, geregisseerd door Vin Diesel. Het is de tweede korte film uit The Fast and the Furious-franchise en vertelt de gebeurtenissen voor Fast & Furious (2009). De film ging in première op 28 juli 2009 en werd bijgeleverd in de speciale editie dvd van Fast & Furious. Paul Walker en Jordana Brewster verschijnen beide op de poster maar niet in de film.

## Verhaal
Tego zit gevangen in de Dominicaanse Republiek en voert een debat met andere gevangenen over bedrijven die de elektrische auto tegenhouden en oorlogen beginnen voor olie. Rico ondervindt ondertussen moeilijkheden bij het vinden van gas om op tijd thuis te komen voor het avondeten. Han arriveert later en wordt door Cara en Malo van het vliegveld opgehaald. Ze rijden hem terug naar Rico's huis, waar zijn tante Rubia moeite heeft om haar gasrekeningen bij te houden. Han gaat naar buiten om Dominic bezig te zien met zijn auto, voordat ze allebei naar binnen gaan om met het hele familie van een maaltijd te genieten. Dominic bespreekt om Tego uit de gevangenis te bevrijden en het stelen van de olie om de familie te onderhouden. Dominic, Cara en Han gaan later naar een nachtclub om de corrupte lokale politicus Elvis te ontmoeten, die de volgende ochtend de overval op een snelweg kan regelen. Nadat hij Tego uit de gevangenis had weten te redden en het plan met Rico had voltooid, is Dominic verrast door de komst van Letty. De twee rijden samen naar een strand en blazen hun romantiek weer op.

## Rolverdeling
| Acteur             | Personage       |
| ------------------ | --------------- |
| Vin Diesel         | Dominic Toretto |
| Michelle Rodriguez | Letty Ortiz     |
| Sung Kang          | Han             |
| Tego Calderón      | Tego Leo        |
| Don Omar           | Rico Santos     |